# Françoise Ndanga
Françoise Ndanga épouse Angouing, née le 11 juin 1962 à Mbouda est enseignante et conseillère régionale au Cameroun.

## Biographie

### Enfance, études et débuts
Fille de Ndanga Amboua Michel, originaire de Nguelebok région de l’Est et de Kekounou Marie, matrone, originaire de Bamendjinda, région de l’Ouest. Son père déménageant souvent en raison de son travail et elle passe donc son enfance à Mbouda, Buéa, Bafoussam, Koutaba et Yaoundé de la maternelle à l’université de Yaoundé. Après l’obtention de son Baccalauréat A4 série Allemand, elle fait l’École normale supérieure de Yaoundé en vue d’embrasser une carrière d’enseignante du secondaire avec des perspectives pour l’enseignement supérieur.

### Carrière
Ndanga Françoise est promue après 13 ans d’enseignement dans les lycées de Garoua, Douala, Dschang, Nkongsamba et Bafoussam et devient  inspecteure provincialr de pédagogie pour le bilinguisme dans les régions du Littoral en 2001 et de l’Ouest en 2003. Elle est nommée attachée dans les services du premier ministre du Cameroun en 2005. Dans cette fonction, elle oeuvre pour la création des Collège d'enseignement secondaire dans la région de l’Est en général et dans le département de la Kadey en particulier.  Elle crée de nombreux comités de développement pour soutenir l’éducation des jeunes en général et celle des jeunes fillse en particulier. En 2007 elle est désignée chargée de mission départementale du RDPC dans le département de la Kadey. En 2011, elle est désignée vice présidente communale pour la campagne d’inscription sur les listes électorales et l’élection présidentielle. Elle se présente comme tête de liste de la section Rassemblement démocratique du peuple camerounais aux élections internes du parti au cours des opérations de renouvellement des organes de base dans la section Kadey Nord 1 (Batouri) et en sort victorieuse en décembre 2015, 4 mois après sa nomination comme inspectrice générale au Ministère de la promotion de la femme et de la famille . Elle écrit des essais et des articles sur la condition des femmes.